# خليفة بن ورو
خليفة بن ورو، ثالث حاكم لطرابلس من بنو خزرون، استرجعت زناتة طرابلس في عهده.

## السيرة
بعد وفاو ورو بن سعيد في شوال 406هـ/ 1016، اندلع نزاع بين زناتة حول من يقودهم، فكان فريق يدعم خليفة بن ورو و كان فريق يدعم عمه خزرون بن سعيد، و زاد والي طرابلس الزيري محمد بن الحسن من حدة الشقاق و النزاع، حصل خليفة على دعم أكبر من قبيلته، و هاجم عمه و هزمه و استولى على قيطون زناتة، و بهذا انتصر على عمه و تم لخليفة زعامة زناتة و بنو خزرون و لجأ خزرون بن سعيد إلى مصر حيث تربى أبنائه الثلاثة، و أرسل خليفة بيعته لباديس بن المنصور الذي كان يحاصر القلعة آنذاك، و من شروط البيعة الحفاظ على الأمن و حفظ العهد على طرابلس، فقبل باديس، و جاء ذلك عكس مخططات حماد الذي أراد أن تهاجم زناتة الدولة الزيرية.
و لكن بيعة خليفة لم تستمر طويلا، فبعد أن تولى المعز بن باديس خلع بنو خزرون بيعتهم، و تقدم خليفة و حاصر طرابلس سنة 406هـ/1017، و ضيق عليها و طال حصاره، لكن والي طرابلس الجديد عبد الله بن الحسن (أخ الوالي القديم) نجح في حمايتها و عجز خليفة عن اقتحام طرابلس. رغم ذلك استمرت الهجمات: في سنة 411هـ/1020 قامت زناتة بعملية سطو للاستحواذ على دواب المعز بن باديس لكن والي قابس هزمهم، و في سنة 413هـ/1022 أرسل خليفة أخاه حماد فأغار على مناطق طرابلس و قابس.
لكن بعد ذلك حصل نزاع داخل النظام الزيري، فقد قتل المعز وزيره محمد بن الحسن يوم 7 ربيع الثاني 413هـ / 11 جويلية 1022 بسبب وصايته الثقيلة و اختلاسه للضرائب، و عندما علم أخوه عبد الله بذلك، غضب و فتح أبواب طرابلس لزناتة فدخل خليفة و قتل كل الصنهاجيين و الجنود و استولى على المدينة مسترجعا سيادة بنو خزرون عليها لأول مرة منذ سلمها والده ورو بن سعيد، و استقر خليفة في قصر عبد الله و لم ينسى عداوتهما القديمة فطرده من المدينة و صادر أملاكه و استولى على حرماته. و عندما علم المعز أسر عائلة عبد الله و أخيرا تم إعدامهم بطلب من عوائل الصنهاجيين المقتولين بطرابلس ثأرا بينما سُجن عبد الله.
بعد ذلك سخنت العلاقة بشدة مع الزيريين، ففي سنة 414هـ/1023 وردت أخبار عن خروج خليفة بحريا لملاحقة فتوح بن القائد، و بدأ المعز يجهز أسطول لمحاربة زناتة، خلال تلك الفترة اعترفت زناتة بالخليفة الحاكم بأمر الله لكنهم رفضوا الإعتراف بخليفته الظاهر قائلين إن الحاكم هو "إمامهم الأخير" و هي ظاهرة وصفها الهادي روجر بالغريبة. و في سنة 415هـ/1024 أغارت زناتة على نفزاوة و قسطيلية (الجريد)، فغنموا و أفسدوا و قطعوا الطريق و زادت قوتهم و كثر جمعهم، و نجهل إذا كان خليفة هو من أرسل هذه القوة، على العموم أرسل المعز جيشا بسرية تامة، حتى وصلوا لهم و هم في وضعية الأمان فهاجموهم و وضعوا السيف فيهم و قُتل منهم كثير و عُلِّقت 500 رأس على أعناق الخيول و عادت للمعز و كان يوم دخولها مشهودا.
لكن في سنة 417هـ/1026، أرسل خليفة بن ورو بيعته للخليفة الظاهر الفاطمي الذي قبل البيعة و أقر ورو على طرابلس مقابل أن يحفظ السيادة الفاطمية في المنطقة و أن يسهر على أمن الطرقات و حراسة القوافل، ثم أرسل خليفة أخاه حمّاد مع هدية إلى المعز و كعلامة على رضاه أعطى المعز هدية أيضا، يعتقد الطاهر الزاوي أن خليفة فعل ذلك خوفا من أن يحاصر بين عدوين (الفاطميين في الشرق و الزيريين في الغرب)، و في نفس العام أرسلت زعامات زناتة وكتامة تطلب الصلح من المعز و تتعهد أن تحرس الطريق و أعطوا على ذلك عهودهم و مواثيقهم فقبل المعز منهم.
لكن زناتة لم تلتزم بالصلح و دارت المزيد من المعارك بين زناتة و صنهاجة، و لا نعرف إذا كان لخليفة دور في هذا أيضا، فسيادة بنو خزرون على زناتة و حدودها غير واضحة، و يبدوا أن خليفة نفسه قد خرج عن الفاطميين و نقض بيعته لهم، فقد وُجد دينار و رُبع دينار من نفس الصنف و من الطراز السني، يعودان لعام 425هـ/1036 و كُتب عليهما الشهادتان و أسماء الخلفاء الراشدين الأربعة بصبغة معادية للفاطميين بشكل واضح.
سنة نهاية حكم خليفة غير واضحة أبدا و سنة وفاته مجهولة، ذكر الطاهر الزاوي نقلا عن ابن خلدون أن ابن عم خليفة الذي تربى بمصر: سعيد بن خزرون بن سعيد بن خزرون مع أخيه المنتصر قد عاد من مصر ليثأر من ابن عمه، فبدأ بجمع البربر و تأليبهم على خليفة حتى حصل على دعم قبيلة زناتة و هاجم طرابلس، فرأى خليفة أن لا قبل له بهذه الجموع و هرب و كان هذا عام 433هـ/1041، لكن هذا يناقض ما ذكره التجاني من أن سعيد قُتل سنة 429هـ/1037. قال الهادي روجر إدريس إنه لا يوجد ذكر لخليفة من بعد بيعته للفاطميين سنة 417هـ/1026، لكنه ربط خليفة بالخروج عن الفاطميين و رجح أن نهاية حكمه ووفاته كانت مع آخر هجمات زناتة على المعز سنة 427هـ/1036 التي ربط خليفة بها أيضا.